# Ярской 2-й
Ярской 2-й (Ярско́й Второ́й)  — хутор в Кумылженском районе Волгоградской области, входит в состав Краснянского сельского поселения.
Расположен на востоке Волгоградской области, на левом берегу реки Дон и на правом берегу реки Медведицы.

## Физико-географическая характеристика

### Географическое положение
Восточная окраина хутора Ярской 2-й располагается на пригорке возле самого Дона. Далее поселение, расположившееся вдоль проселочной песчаной дороги, уходит в сторону Медведицы, в юго-западном направлении.
К северу от хутора простирается степь, пересеченная лесополосами. С востока протекает река Дон, с запада — Медведица, которая южнее Ярского впадает в Дон. К югу от хутора ранее находилось озеро Ильмень, пересохшее в настоящее время. Сразу за пересохшим озером начинаются пойменные лиственные леса, растущие вдоль пойм Дона и Медведицы.

### Почвы, растительный и животный мир
В окрестностях Ярского иногда встречаются заяц-русак, лисица, кабан. Вблизи рек и затопленных прибрежных ям встречаются цапли, зимородки. Местами, крутые обрывистые берега усеяны большим количеством отверстий — гнездами береговых ласточек. Вблизи рек водится большое количество пресмыкающихся и беспозвоночных. Особенно много лягушек, нередко встречается уж. В степи обитают ящерицы и множество насекомых. В реках обитают многие пресноводные виды рыб: лещ, линь, карась, красноперка, щука, судак, чехонь, толстолобик, жерех, окунь и другие.

### Часовой пояс
Хутор Ярской 2-й находится в часовом поясе, обозначаемом по международному стандарту как Moscow Time Zone (MSK). Смещение относительно UTC составляет +3:00. Время на хуторе Ярской 2-й соответствует географическому поясному времени.

Природа хутора Ярской
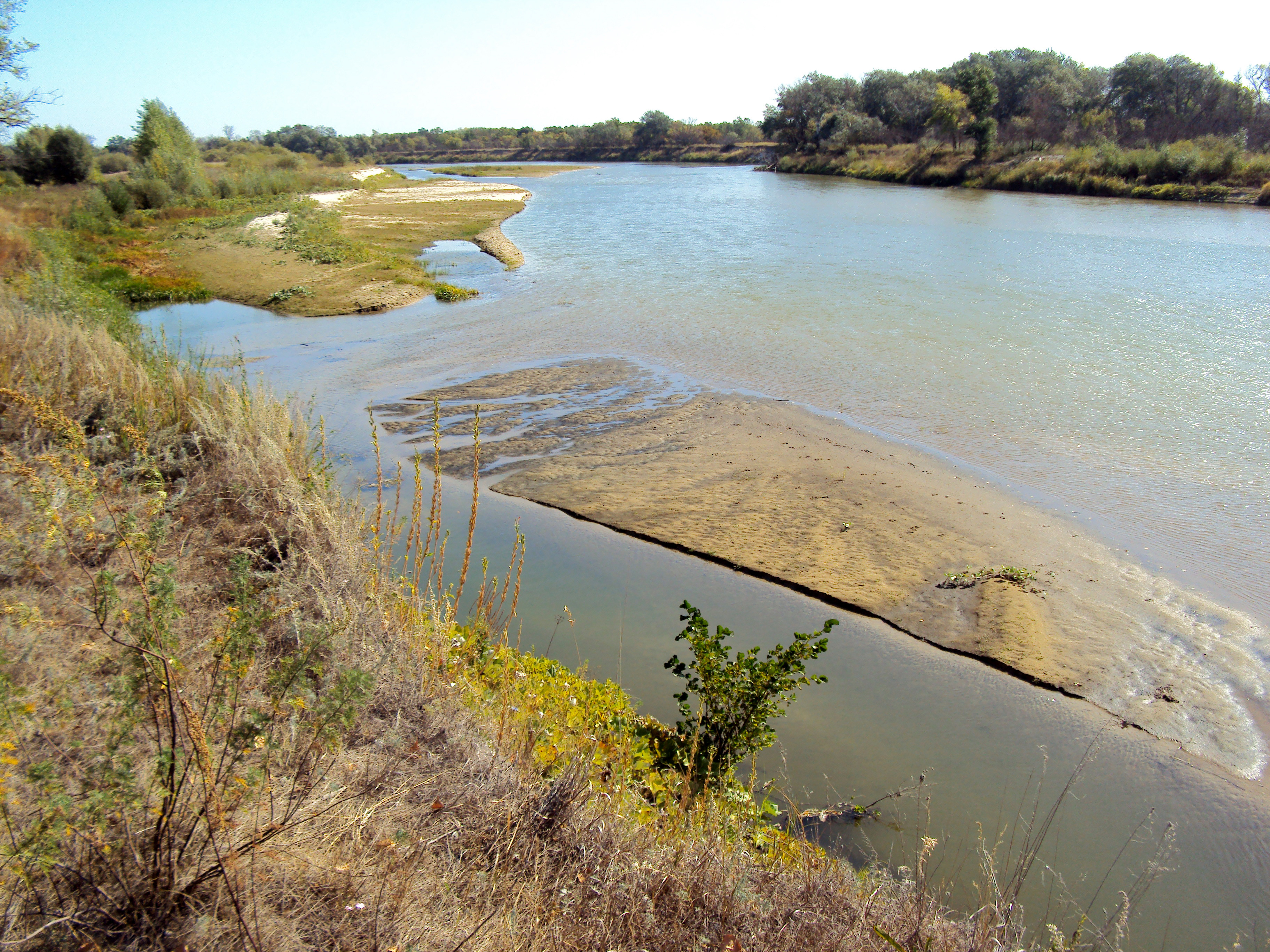
Река Медведица неподалёку от хутора Ярской 2-й
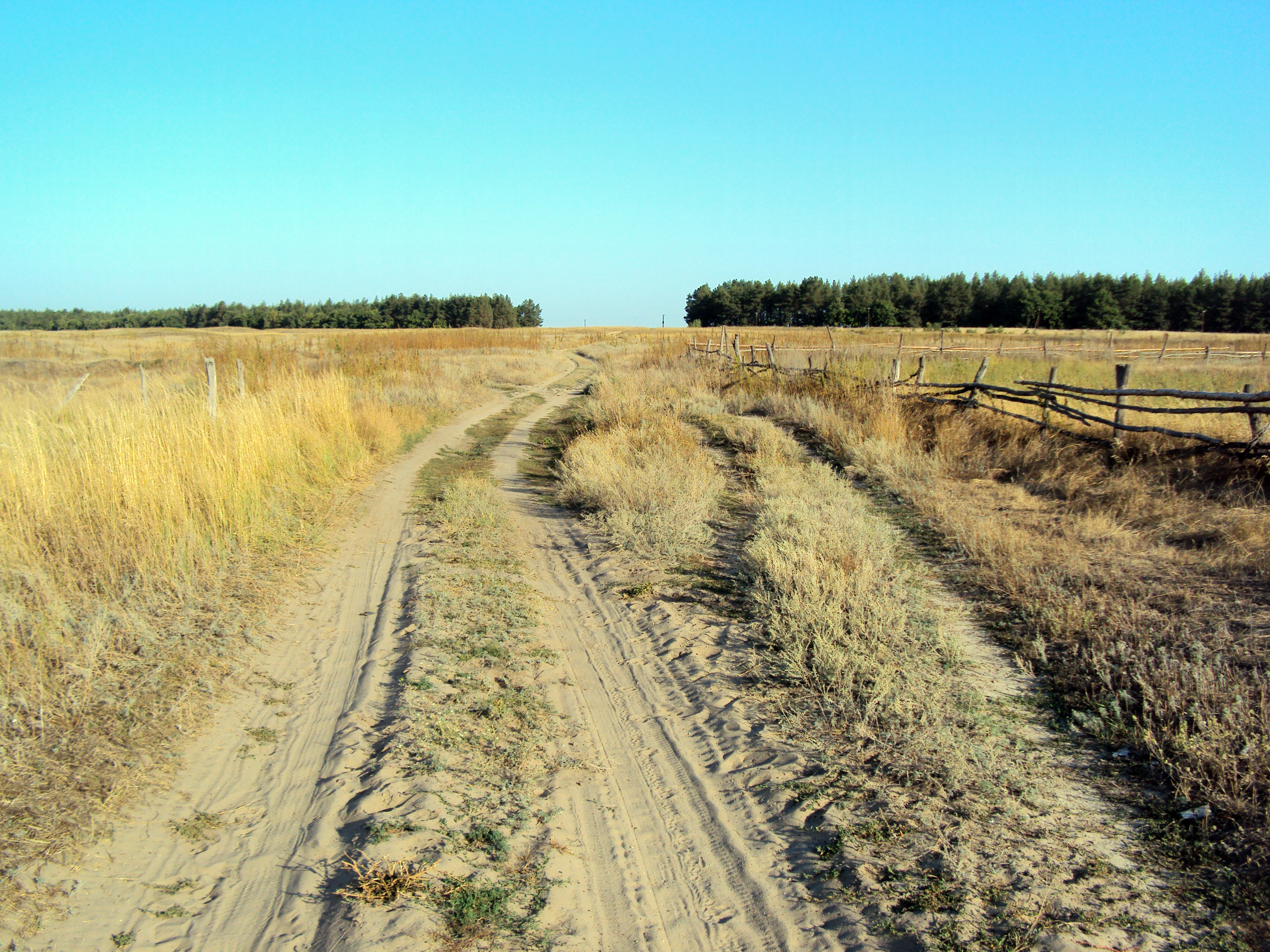
Лесополосы в степи к северу от хутора
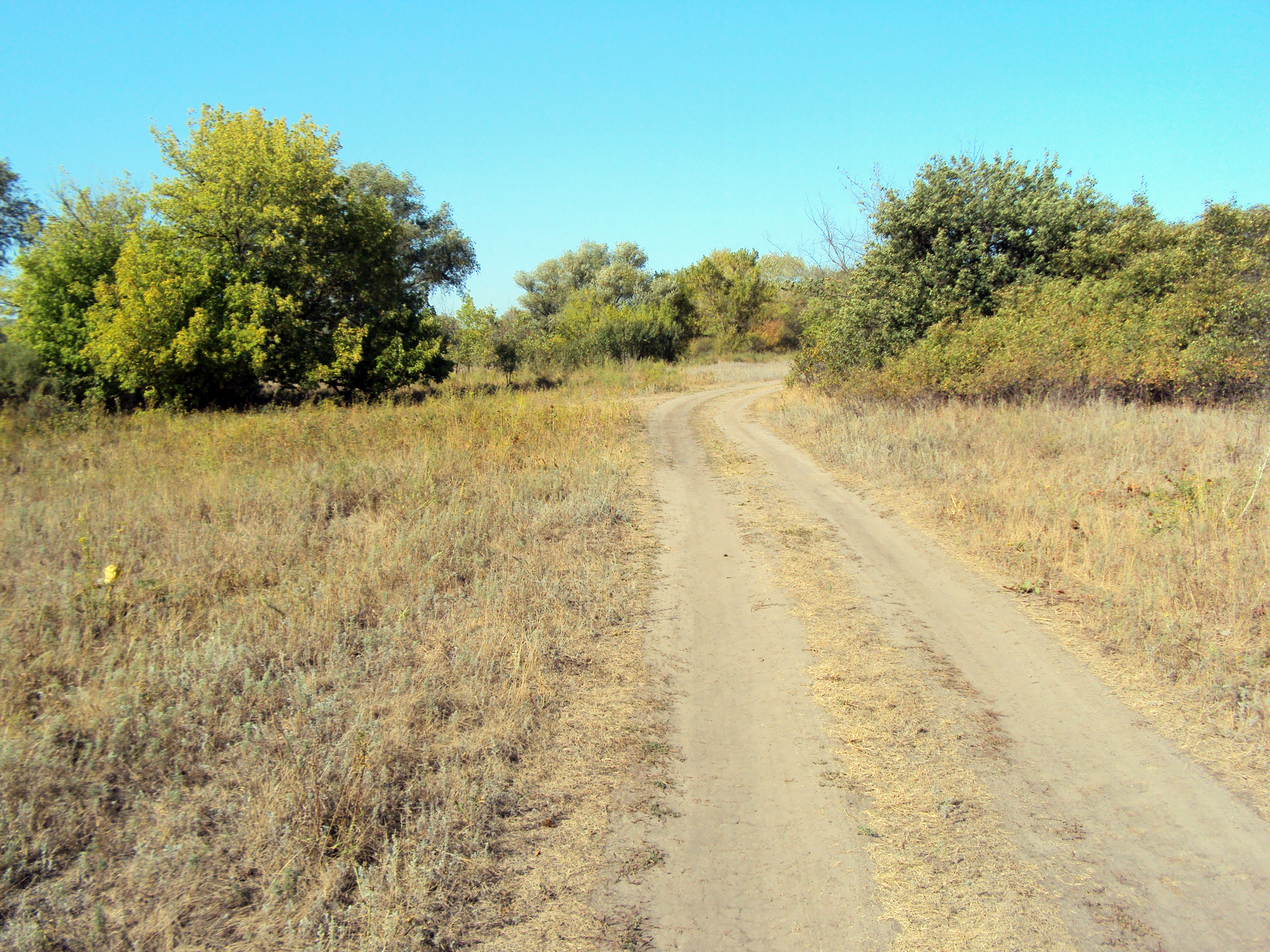
Одна из дорог от Медведицы к Ярскому
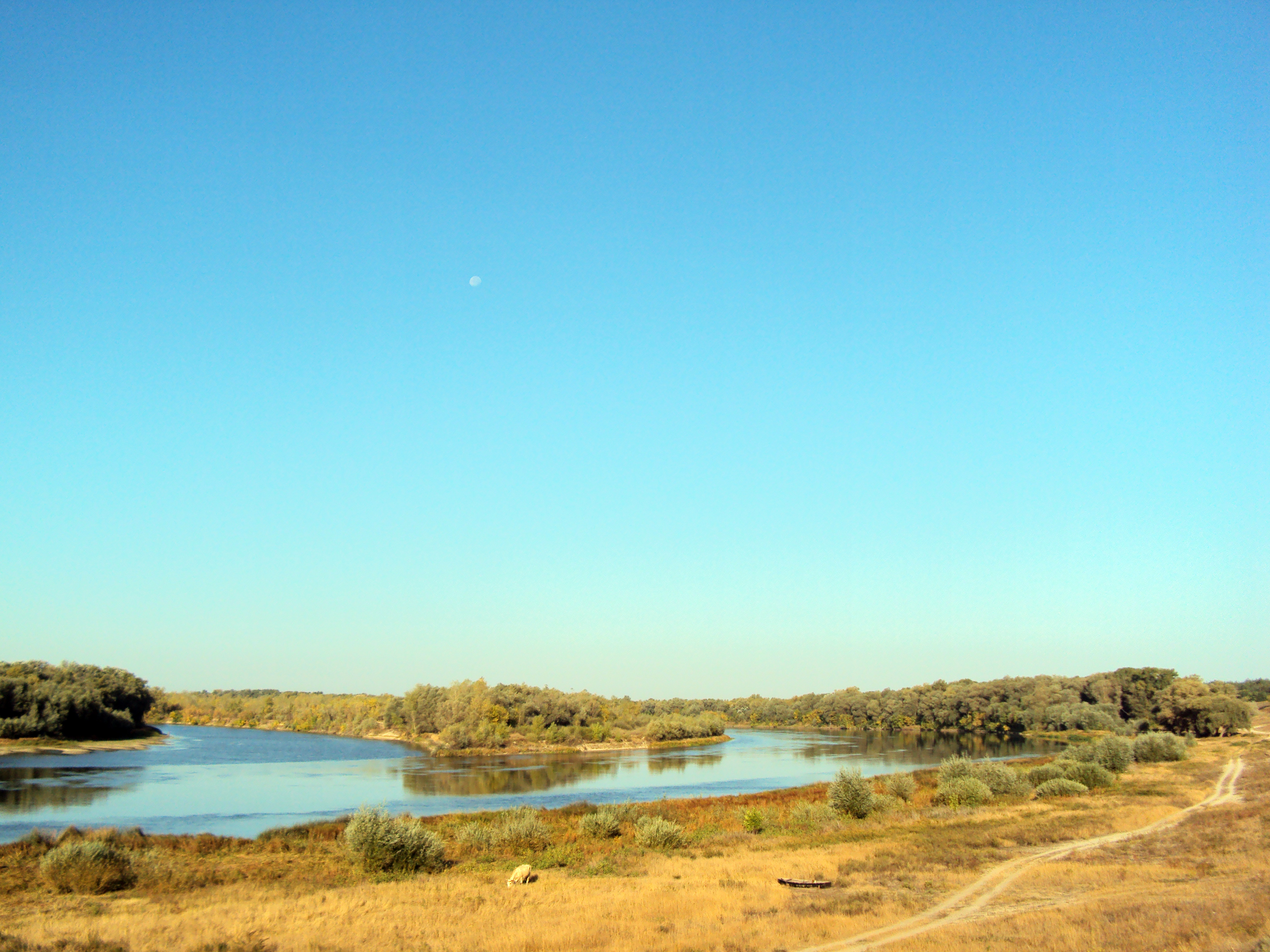
Вид на реку Дон с западной окраины хутора Ярской

## История
В довоенные годы хутор простирался от Дона до самой Медведицы. Здесь процветало сельское хозяйство. Жители хутора работали на окрестных полях, пасли стада, занимались рыболовством. Вблизи хутора на реке Медведице стояла Дьяконская мельница, где мололи муку из собранного зерна. Также через Ярской проходили торговые пути.
В годы Великой Отечественной войны хутор находился на линии фронта. Здесь велись активные бои с немцами, дислоцировавшимися на правом берегу Дона в районе Серафимовича.
В послевоенные годы местное сельское хозяйство пришло в упадок. К началу 1990-х годов в Ярском еще работали три фермы: две молочных и одна мясная. Помимо ферм действовала зернодробилка. К середине 90-х годов все колхозное хозяйство хутора прекратило работу. Со временем здания ферм и зернодробилки разобрали на металлолом и на строительные материалы.

## Связь и транспорт
Собственное отделение связи на хуторе отсутствует. Имеется лишь телефонная будка. Почтальон приезжает на хутор раз или два в месяц, доставляя корреспонденцию и почту.
На хуторе действует сотовая связь следующих опереторов:
- «Билайн»,
- «СМАРТС»,

Все дороги хутора — грунтовые. С ближайшими хуторами Ярской Второй связывают двухколейные песчаные дороги. При необходимости местные жители добираются до ближайших населённых пунктов на личном автотранспорте или пешком.

## Фотогалерея
|                  |                                   |                 |                          |
| Домик возле Дона | Донская окраина хутора Ярской 2-й | Хуторское жилье | Западная окраина Ярского |